# 白喉林莺
白喉林莺（学名：Curruca curruca）为鶲科莺属的鸟类。该物种的模式产地在瑞典。

## 亚种
- 白喉林莺北方亚种（学名：Curruca curruca chuancheica）。该物种的模式产地在黄河上游。[2]